# دانشگاه ایالتی تتوا
دانشگاه ایالتی تتوا (به لاتین: State University of Tetova) یک دانشگاه در مقدونیه شمالی است که در تتوفو واقع شده‌است.